# Papilio aegeus

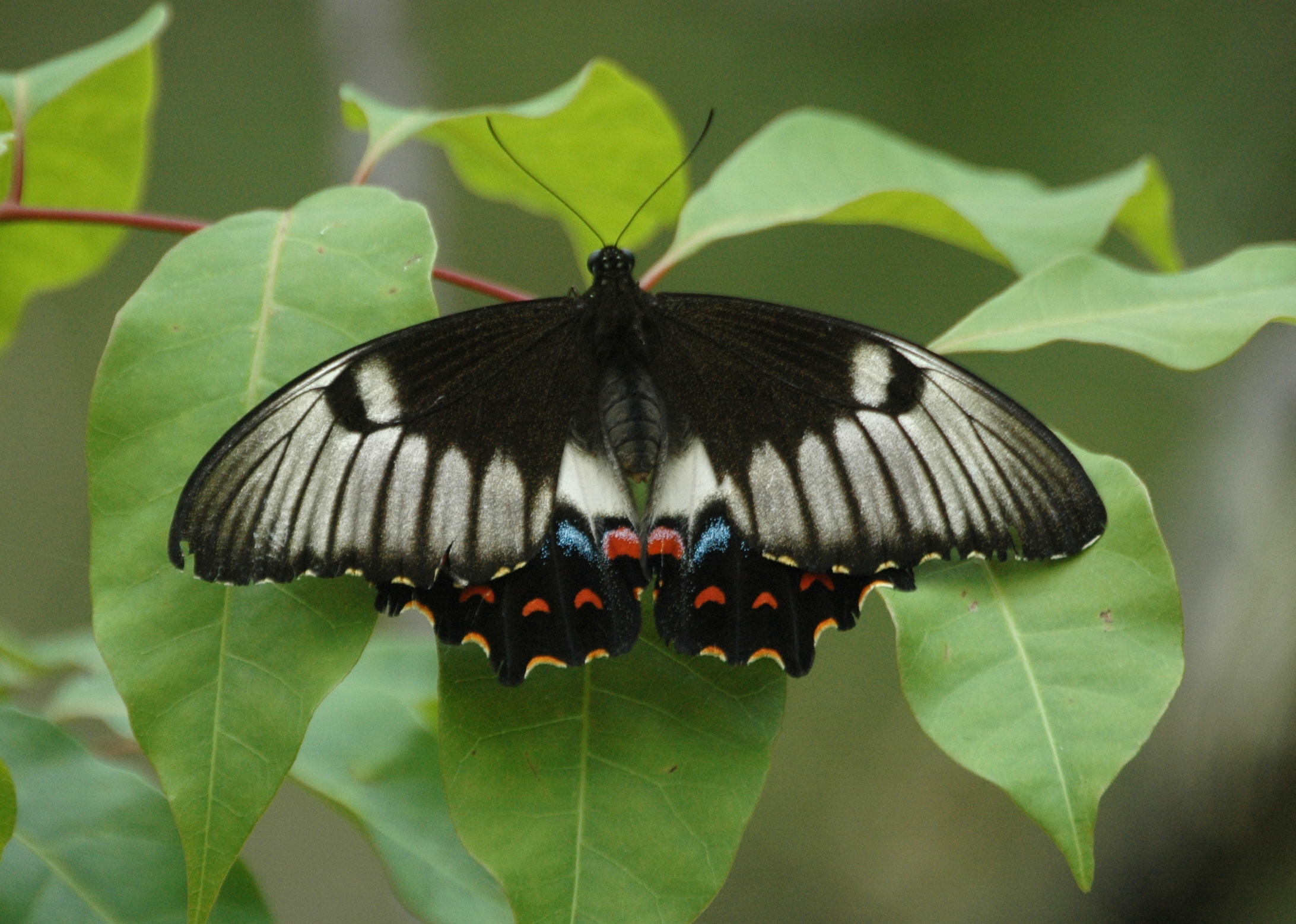
Weiblicher Papilio aegeus

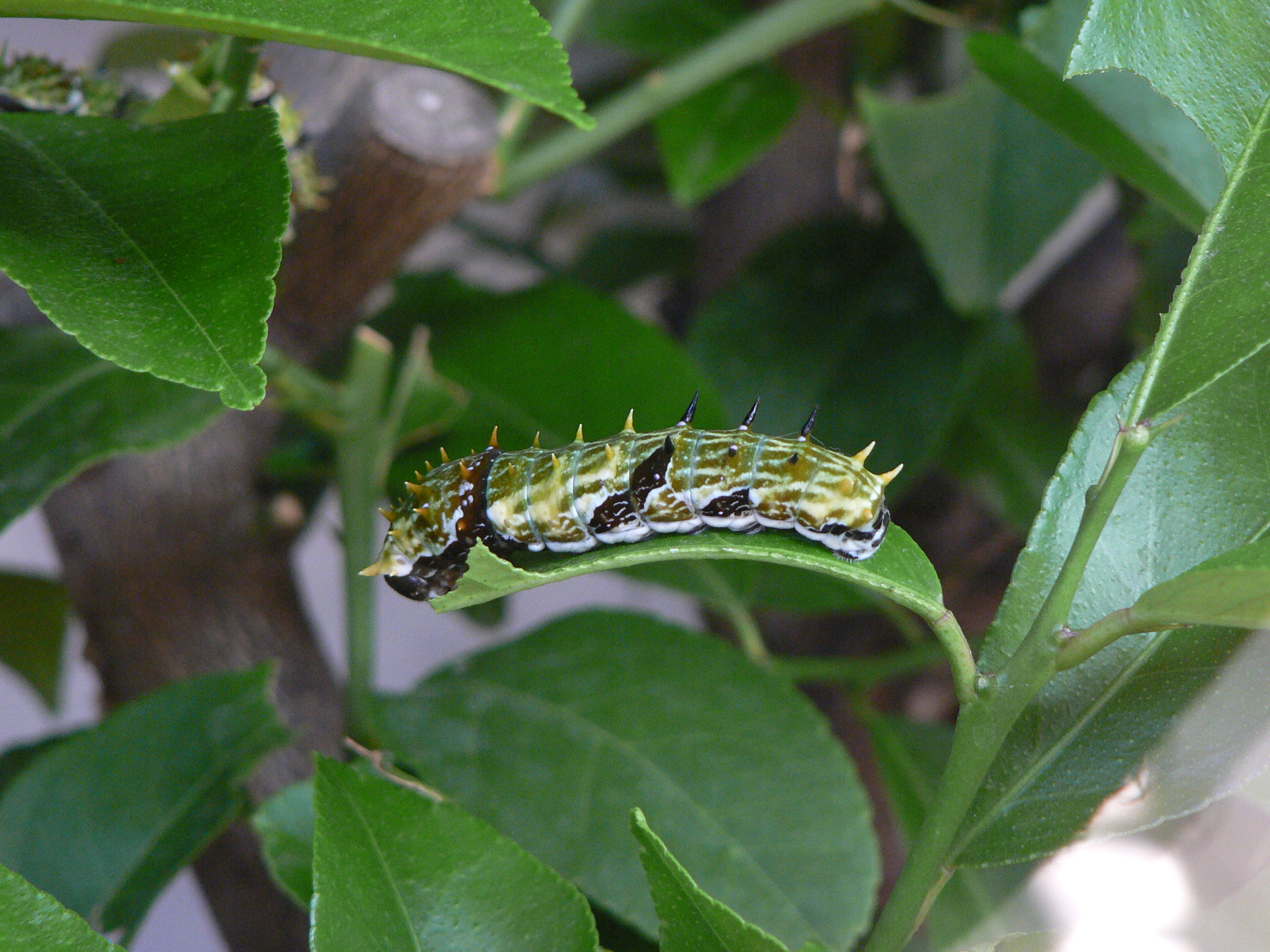
Raupe im letzten Stadium

Papilio aegeus, auch bekannt unter der englischen Bezeichnung Orchard Swallowtail („Garten-Schwalbenschwanz“) ist ein Schmetterling aus der Familie der Ritterfalter (Papilionidae).

## Merkmale

### Männlicher Falter
Die Falter erreichen eine Flügelspannweite von 100 bis 120 Millimetern. Die Vorderflügel haben eine schwarze Grundfärbung und weisen eine Reihe, von etwa ein Zentimeter großen weißen Flecken, vom Vorderrand bis zum Außenrand, ein paar Zentimeter vom Apex entfernt, auf. Die Hinterflügel haben ebenfalls eine schwarze Grundfärbung, werden jedoch bis auf die Submarginalregion, die fast ganze Basalregion, Teile der Postdiskalregion sowie den Innenrand von einem weißen Bereich geprägt, dessen Außenrand gerichtete Seite stark gezahnt ist. Im Analwinkel befindet sich ein blasses rotes Auge. Der  Außenrand hat keinen Schwanzfortsatz.
Die Unterseite der Vorderflügel hat eine schwarze Grundfärbung und weist wie die Oberseite an der gleichen Stelle eine Reihe weißer Punkte auf. Zwischen Apex und dieser Reihe befinden sich zahllose weiße Schuppen. Die Unterseite der Hinterflügel hat eine schwarze Grundfärbung. In der Postdiskalregion befinden sich einige blaue Sichelmondflecken und darüber gelbe Sichelmondflecken. Im Analwinkel befinden sich zwei orange, kleine Flecken.
Der Körper ist dunkelbraun.

### Weiblicher Falter
Die Falter erreichen eine Flügelspannweite von 100 bis 120 Millimetern. Die Vorderflügel haben eine braune Grundfärbung und werden bis auf die Basalregion von einem weißen Bereich geprägt, durch welchen jedoch braune Adern bohren. Die Hinterflügel haben eine schwarze Grundfärbung. In der Diskalregion befindet sich weißer Bereich rund um den Diskoidalquerader bis zum Innenrand. In der Submarginalregion befindet sich eine Reihe roter Bogenflecken. In der Postdiskalregion, befindet sich am Innenrand ein weiterer roter Fleck und daneben drei blaue Flecken, welche jedoch zunehmend verblassen. Der Außenrand hat keinen Schwanzfortsatz.
Die Unterseiten haben die gleichen Flügelzeichnungen wie die Vorderflügel und die Hinterflügel.
Der Körper ist braun.

### Ei, Raupe und Puppe
Die Weibchen legen ihre 0,5 Millimeter großen Eier einzeln auf die Unterseite von Blättern der Rutaceae (Rautengewächse) oder Zitruspflanzen. Experimente zeigen, dass die Weibchen künstliche grüne Unterlagen jedoch bevorzugen. Solche Experimente bewiesen auch, dass Papilio aegeus häufiger auf reflektiertes Licht beziehungsweise durch Polarisierung entstandenes Licht zufliegt.

## Verwandte Arten

### Unterarten
- Papilio aegeus adrastus (Felder)
- Papilio aegeus aegatinus (Rothschild)
- Papilio aegeus goramensis (Rothschild)
- Papilio aegeus keianus (Rothschild)
- Papilio aegeus kissuanus (Rothschild)
- Papilio aegeus oritas (Godman)
- Papilio aegeus othello (Grose-Smith)
- Papilio aegeus websteri (Grose-Smith)

### Ähnliche Arten
- Papilio euchenor

## Verbreitung und Vorkommen
Papilio aegeus ist in Neuseeland, Neuguinea, Australien und auf sämtlichen Inseln im Indischen Ozean sowie im Pazifischen Ozean anzutreffen.
Papilio aegeus ist häufig in seinem Verbreitungsgebiet anzutreffen und gilt daher als nicht gefährdet.